# Leptochiton albemarlensis
Leptochiton albemarlensis är en blötdjursart som beskrevs av A.G. Smith och Ferreira 1977. Leptochiton albemarlensis ingår i släktet Leptochiton och familjen Leptochitonidae. Inga underarter finns listade i Catalogue of Life.